# Хингенешть
Хингенешть, Хингенешті (рум. Hângănești) — село у повіті Бакеу в Румунії. Входить до складу комуни Брустуроаса.
Село розташоване на відстані 230 км на північ від Бухареста, 56 км на захід від Бакеу, 128 км на південний захід від Ясс, 104 км на північний схід від Брашова.

## Населення
За даними перепису населення 2002 року у селі проживали 483 особи, усі — румуни. Усі жителі села рідною мовою назвали румунську.